# Mark O'Hare
Mark Sean O'Hare est un animateur, scénariste, producteur, réalisateur, artiste de storyboard et dessinateur de bandes-dessinées américain né le 18 juillet 1968 à San Pedro en Californie.
Il a créé le comic strip Une vie de chien.

## Filmographie

### Animateur
- 1992 : Cool World
- 1999 : Bob l'éponge (1 épisode)

### Réalisateur
- 1993-1996 : Rocko's Modern Life (15 épisodes)
- 1996 : Hé Arnold ! (2 épisodes)
- 2007 : Camp Lazlo : Où est Lazlo ?

### Producteur
- 2005-2008 : Camp Lazlo (59 épisodes)
- 2007 : Camp Lazlo : Où est Lazlo ?

### Scénariste
- 1993-1996 : Rocko's Modern Life (24 épisodes)
- 1999-2004 : Bob l'éponge (22 épisodes)
- 2003 : Le Laboratoire de Dexter (4 épisodes)
- 2005-2008 : Camp Lazlo (14 épisodes)
- 2007 : Camp Lazlo : Où est Lazlo ?
- 2009 : Chowder (3 épisodes)

### Artiste de storyboard
- 1993-1996 : Rocko's Modern Life (27 épisodes)
- 1996 : Hé Arnold ! (2 épisodes)
- 1997 : Les Castors allumés (3 épisodes)
- 1997 : Life with Louie (3 épisodes)
- 1999-2002 : Bob l'éponge (8 épisodes)
- 2003 : Le Laboratoire de Dexter (2 épisodes)
- 2004 : Shrek 2
- 2004 : Gang de requins
- 2005-2008 : Camp Lazlo (13 épisodes)
- 2007 : Camp Lazlo : Où est Lazlo ?
- 2008-2009 : Super Bizz (8 épisodes)
- 2009 : Chowder (3 épisodes)
- 2010 : Moi, moche et méchant
- 2011 : Hop
- 2012 : Le Lorax

## Récompenses et nominations
- 1995 : nomination pour le CableACE Award du meilleur programme d'animation pour Rocko's Modern Life.
- 2003 : nomination pour le Primetime Emmy Award du meilleur programme d'animation de moins d'une heure pour l'épisode Le Nouvel Élève / Courage, rien n'est jamais perdu de la série Bob l'éponge.
- 2006 : nomination pour le Primetime Emmy Award du meilleur programme d'animation de moins d'une heure pour l'épisode Salut poupée / Chaud devant de la série Camp Lazlo.
- 2007 : Primetime Emmy Award du meilleur programme d'animation de moins d'une heure pour l'épisode Où est Lazlo de la série Camp Lazlo.
- 2008 : Primetime Emmy Award du meilleur programme spécial d'animation de moins d'une heure pour l'épisode Lazlo's First Crush de la série Camp Lazlo.